# Південний Агусан
Південний Агусан (бут.: Probinsya hong Agusan del Sur) — провінція Філіппін у регіоні Карага на острові Мінданао. Адміністративним центром є муніципалітет Просперідад.

## Географія
Площа провінції становить 9 989,52 км2. Південний Агусан межує починаючи з півночі за годинниковою стрілкою з провінціями Північний Агусан, Південне Сурігао, Східне Давао, Долина Компостела, Північне Давао, Букіднон і Східний Місаміс. Близько 75 % площі провінції становлять ліси та парки. Проте щороку провінція втрачає значну частину своїх лісових ресурсів у зв'язку із розвитком добувних галузей.
По середині провінції з півдня на північ протікає річка Агусан, яка утворює долину. На заході та сході розташовані гірські хребти.

### Адміністративний поділ
Адміністративно провінція поділяється на 13 муніципалітетів та одне незалежне місто. Муніципалітети Лорето, Ла-Пас, Есперанса та Сан-Луїс є чотирма найбільшими муніципалітетами на суші, що становить майже 60 % загальної площі території провінції.

## Демографія
Згідно перепису 2015 року населення провінції становило 700 653 осіб. Понад 75% населення католики.

## Економіка
Близько 75% населення зайняті у сільському та лісовому господарстві. Рис, кукурудза та фрукти є основними сільськогосподарськими культурами. Також поширеними є кокосові пальми. Незважаючи на зусилля адміністрації провінції щодо збільшення виробництва домашньої птиці, зберігається дефіцит м'яса. Головними постачальниками м'яса птиці та яловичини є міста Давао та Кагаян-де-Оро. В провінції поширеним є рибальство на прісноводних риб.